# سيد كريم
سيد كريم (16 فبراير 1911 - 18 يوليو 2005) هو مهندس معماري وكاتب مصري، ويعد أحد رواد التخطيط العمراني في مصر والعالم العربي.

## ميلاده
ولد سيد كريم في قرية ميت بره –قويسنا- المنوفية في 16 فبراير 1911 لوالده الوزير المهندس فهمى كريم

## تعليمه
تخرج في كلية الهندسة بجامعة القاهرة في عام 1933 وكان ترتيبه الأول على قسم العمارة، وأرسل في بعثة دراسية إلى زيورخ وحصل من جامعتها على الماجستير والدكتوراه في تخطيط المدن. وقد عمل الدكتور كريم كأستاذ مساعد في كلية الهندسة بجامعة القاهرة من عام 1938 إلى 1951
الشهادات التي حصل عليها:
- دبلوم العمارة جامعة القاهرة (الامتياز ولوحة الشرف) 1932.
- دبلوم العمارة جامعة زيورخ – سويسرا 1935.
- ماجستير في التخطيط العمراني 1936.
- دكتوراه في العمارة جامعة زيورخ ETH 1938 وهو أول مهندس مصري يحصل على درجة الدكتوراه في العمارة.

## حياته المهنية وإنجازاته
أنشأ أول مكتب استشاري للعمارة والتخطيط في مصر، كما أنه أول مصري تعينه الأمم المتحدة كمستشار لتخطيط المدن. وقد تعاقدت معه الهيئة الدولية لتخطيط المدن التابعة لهيئة المعونة الفنية للأمم المتحدة في الخمسينيات لتخطيط مدن العالم العربي في كل من السعودية والأردن والكويت والجزائر والمغرب، كما قام بتخطيط بغداد الجديدة ودمشق الجديدة وأبو ظبي والبحرين وغيرها من المدن العربية والأجنبية. وهو صاحب أول مجلة متخصصة للعمارة والفنون في مصر في عام 1939، وصاحب مشروع تخطيط القاهرة لكبرى في عام 1952، وأول من أدخل عمارة الأدوار العالية إلى مصر. وقد حصل د.كريم على العديد من الأوسمة وشهادات التقدير من بلجيكا وسويسرا ومعظم الدول العربية، وقد أصدر موسوعة «لغز الحضارة المصرية» الشهيرة التي تقع في ثلاثين جزءا.
- العمل كأستاذ مساعد بجامعة زيورخ بسويسرا 1937.
- العمل كأستاذ للعمارة بجامعة القاهرة 1938.
- سجل أول مكتب إستشاري في مصر للعمارة والتخطيط 1939.
- أصدر أول مجلة للعمارة والفنون في مصر 1939.
- أول مهندس مصري يعين مستشارا وخبيرا في هيئة المساعدات الفنية وعضوا في لجنة الخبراء 1954.
- سجل مكتب العمارة ضمن المكاتب الدولية لتخطيط المدن بهيئة الأمم وتعاقدت معه الهيئة على تنفيذ ست مدن في العالم العربي في كل من المملكة السعودية والمملكة الأردنية والكويت وأبو ظبي والجزائر والمغرب.
- اشترك في عدة مؤتمرات علمية وفنية لحساب هيئة المساعدات الفنية أو الدول الأجنبية من بينها مؤتمر المكتبات في بيروت والتخطيط العمراني في أوروبا وأمريكا ومؤتمر فينسيا (حماية دول البحر الأبيض من طوفان البحر) 1992.
- امتد نشاطه الفني والعملي ليشمل مختلف مجالات التخطيط والتعمير مما رشحة للعمل في هيئة المساعدات الفنية والتعمير بهيئة الأمم وامتد نشاطه ليشمل التخطيط السياحي القومي وتخطيط المدن السياحية في عدة دول عربية وأجنبية.

### مشاركاته
اشترك في عدة مسابقات عالمية في العمارة وتخطيط المدن نال الجائزة التنفيذية الأولى من بينها:
- مسابقة قصر الحكم في أبو ظبي.
- مسابقة قصر الحكم في الكويت.
- معرض الجامعة العربية بمعرض بروكسل.
- تخطيط وتعمير سانتياجو أمريكا الجنوبية.
- تخطيط وتعمير بغداد الجديدة في العراق.

### أوسمة وجوائز
نال وحصل على عدد من الأوسمة والجوائز من عدة دول وهيئات عالمية من بينها:
- - جائزة الدولة من الحكومة البلجيكية مع درجة «فارس شرف».
  - وسام السيف الذهبي الملك فيصل بمناسبة تخطيط الرياض وتحويلها إلى «عاصمة المملكة».
  - وسام لوحة قماش الكعبة * بمناسبة تخطيط جدة ومكة.
  - وسام ملك العراق بمناسبة إعداده تخطيط حى المنصور وبغداد الجديدة.
  - عده أوسمة من المغرب والجزائر بمناسبة مشروعات التخطيط والتعمير.

### في مجال تخطيط المدن والعواصم وتعميرها
- تخطيط وتعمير مدينة بغداد الجديدة وأحياء المدينة القديمة العراق 1946.
- تخطيط دمشق الجديدة وحي المطار (سوريا 1947)
- تخطيط مدينة جدة (المملكة السعودية 1948)
- تخطيط مدينة مكة وتخطيط طرق الحج (المملكة السعودية 1950)
- تخطيط الرياض وتحويلها إلى «عاصمة المملكة» (المملكة السعودية 1950)
- تخطيط المدينة المنورة وتوسعة الحرم (المملكة السعودية 1954)
- تخطيط وتعمير مدينة الكويت (دولة الكويت 1952)
- تخطيط وتعمير مدينة عمان (المملكة الأردنية 1954)
- تخطيط وتعمير مدينة العقبة (المملكة الأردنية 1955)
- تخطيط وتعمير مدينة نابلس (فلسطين 1956)
- تخطيط وتعمير أبو ظبي (أبو ظبي 1962)
- تخطيط الخالدية والعين (أبو ظبي 1964)

### جمهورية مصر العربية
- مشروع القاهرة الكبرى 1952 تعمير المناطق العسكرية – ثكنات العباسية وقصر النيل
- ثكنات قصر النيل: الجامعة العربية وفندق المؤتمرات ومتحف الحضارة.
- ثكنات العباسية: مدينة نصر قلب العاصمة.
- مشروعات إعادة تخطيط الأحياء العشوائية.
- القاهرة والمرور: كورنيش النيل والكباري العلوية والطرق الرازية.
- مترو الأنفاق وشبكة المونوريل (القطار الطائر) 1952
- تخطيط ضاحية المعادي وتحويلها إلى مدينة 1942
- وضع برنامج مشروع بناء المدينة ببناء الإنسان
- برنامج تخطيط المدن المصرية لتحويلها من مدن مستهلكة إلى مدن منتجة.

### في مجال السياحة والتخطيط السياحي
- التخطيط القومي للسياحة بجمهورية مصر العربية مع وضع البرنامج
- الشامل لبرامج السياحة الثقافية والدينية والأثرية والنيلية 1954 .
- التخطيط السياحي للشاطئ الشمالي (ريفيرا البحر الأبيض) 1976 .
- التخطيط السياحي للبحر الأحمر وتحويله لمركز للسياحة العالمية 1981 .
- تخطيط مدن الغردقة سفاجا القصير. مرسى علم.
- التخطيط السياحي لشمال سينا (البحر الأبيض) 1984 . العريش – سينين – رفح – أبو رمانة.
- التخطيط السياحي لمحافظة السويس. مركز السويس السياحي – عيون موسى – وادي سدر.
- التخطيط السياحي لشواطئ النيل وتحويل الجزر إلى محميات سياحية.
- تحويل جزيرة وراق الحضر إلى متحف مكشوف للحضارة والفنون
- تحويل جزيرة الدهب إلى مركز للسياحة والترفيه.
- تحويل بعض الجزر الرئيسية بالمحافظات إلى محميات ثقافية.
- تخطيط حلوان الجديدة وتحويلها إلى مركز عالمي للسياحة العلاجية
- مشروع المسرح العائم وإقامة مدرجات المسارح لاستقبال المسرح العائم.
- التخطيط السياحي في الخارج.
- التخطيط القومي العام للسياحة الجزائر 1961
- التخطيط السياحي للعاصمة وإقامة فندق العاصمة
- تخطيط وتعمير مدينة المؤتمرات (نادي الصنوبر)
- تخطيط المدن السياحية
- التخطيط السياحي بالمملكة المغربية المغرب 1965
- التخطيط السياحي لمدينة أغادير
- التخطيط السياحي لمدينة طنجة
- التخطيط السياحي لمدينة تتطوان وسيدي عبد الرحمن
- الاشتراك في وضع وتخطيط العديد من المدن والقرى السياحية في إسبانيا وشواطئ البحر الأبيض بالاشتراك مع خبراء التخطيط السياحي بهيئة الامم.

### في مجال الثقافة
- وضع أول مشروع لمحو الأمية (بناء الحضارة ببناء الثقافة وبناء الثقافة ببناء الإنسان).
- إعادة تخطيط القرى وتحويلها من قرى مستهلكة إلى قرى منتجة
- قرى الانتقال وإقامة مشروع «جامعة القرية».
- وضع مشروع المكتبات الريفية والمكتبة المتنقلة.
- الثقافة الإقليمية: مشروع قصور الثقافة: تنفيذ وتصميم قصور المنصورة وأسوان وأسيوط والسويس والإسماعلية كان الفضل في إقامة تلك القصور ودورها في نشر الثقافة الأقليمية الفضل في تحويل هيئة قصور الثقافة إلى «وزارة للثقافة».

### حماية الآثار والتاريخ
- موسوعة لغز الحضارة – البحث عن الحقيقة وتاريخ ما أهمله وتجاهله التاريخ استغرقت الدراسة ستون عام 1930* 1980. بلغت أجزاء الموسوعة 32 جزء – ولا زال البحث مستمرا.
- مشروع حماية آثار مصر من أخطار السد العالي
- مشروع رفع معبد أبو سمبل.
- إنقاذ جزيرة فيلية.
- نقل الآثار والمعابد التي سيغمرها السد إلى مشروع المتحف المكشوف (جزيرة الوراق).
- حماية آثار مصر من ارتفاع منسوب مياه الرشح المتوقع وفي مقدمتها أعمدة والهياكل الإنشائية لمعابد الأقصر والكرنك وأسوان.
- صيانة معابد شواطئ النيل من ارتفاع منسوب المياه الجوفية.
- صيانة وحماية مباني التراث الإسلامي في مدينة القاهرة من ارتفاع منسوب المياه الجوفية الذي سيصل خلال بضع سنوات إلى منطقة الدلتا من المتوقع ارتفاع نسبة الرطوبة في الجو مع ارتفاع منسوب المياه الجوفية فتعمل الرطوبة على تلوث البيئة وانحلال الحوائط الحجرية وتعمل المياه الجوفية على تصدع أساس المباني.
- حماية أبو الهول «مشروع أنقذوا أبو الهول رغم أنفه» يشمل الدراسة الكاملة لعملية الصيانة من الرطوبة والمياه الجوفية وحماية الرأس من السقوط واسترداد الدقن الموجودة بالمتحف البريطاني.
- برنامج حماية الآثار من التهريب والسرقة.
- مشروع تخطيط أرض المعارض 1981 .
- متحف الحضارة تم تصميم وإعداد مشروع متكامل قامت الدولة بعرضة على هيئة اليونسكو أسوة بما تم في مشروع أبو سمبل فوافق اليونسكو على تنفيذ المشروع بكامل تفاصيلة وقدرت تكاليفة بستين مليون دولار حضر رئيس اليونسكو بنفسه إلى القاهرة واشترك مع الرئيس أنور السادات بوضع حجر الأساس في احتفال رسمي عام 1982 .
- رفضت وزارة الثقافة تنفيذ المشروع الذي تم اعتماده وقامت بعمل مسابقة اشترك فيها من قامت باختبارهم من مهندسي وخبراء الآثار بالهيئة قامت الوزارة بتقديم المشروع الذي قامت باختياره واعتماده. اعتذر اليونسكو عن الاشتراك في تلك المهزلة وسحب عرضه عن تمويل المشروع وتنفيذه بالإضافة تمويل مشروعي الأوبرا ومتحف الفنون.
- مبنى الأوبرا تم إعداد المشروع بالكامل أسوه بمبنى المتحف وكان مصيره مصير مبنى الحضارة فأسندت الوزارة تنفيذ المشروع إلى إحدى شركات الخبرة الأجنبية.
- الطريق الدائري: القاهرة والمرور: تخطيط الطرق الدائرية الداخلية والخارجية بالقاهرة الكبرى ومن بينها الطريق الدائري ودوره في حماية الآثار (مؤتمر الروتاري الدولي) 1952.
- مشروع قناطر جبل طارق – حماية شواطئ البحر الأبيض المتوسط ودلتا نهر النيل من طوفان البحر الأبيض (مؤتمر فينسيا الدولي) 1992 .
- مشروع نقل التماثيل والقطع الأثرية المهجورة والملقاة في الصحارى 1961 والوديان الأثرية ومحاجر البحر الأحمر والنوبة ونقلها واستغلالها في تحميل ميادين القاهرة الكبرى من بينها تمثال رمسيس مع اقتراح وضعة في ميدان التحرير.
- نقل مسلة عين شمس ووضعها في ميدان الأوبرا تشبها بمسلة ميدان الكوتكورد نقل بعض أعمدة محاجر وآثار مدن الحجارين وكلوديانوس بجبال البحر الأحمر ونقل بعضها إلى المتحف المكشوف أو ميادين أحياء القاهرة.

### في مجال الصحافة
- إصدار وتحرير أول مجلة للعمارة والفنون 1939.
- الأشتراك في الإخراج الفنى لعدة صحف ومجلات من بينها
- جريدة المصري ومجلة روز اليوسف وآخر ساعة.
- مباني الصحافة في مصر والخارج
- مبنى نقابة الصحفين جمهورية مصر 1946
- مبنى دار أخبار اليوم جمهورية مصر 1948
- مبنى دار روز اليوسف 1952
- دار مطابع المصري 1941
- مبنى دار الشرق الأوسط 1960
- دور الصحافة في الخارج
- دار الطباعة والنشر مدينة جدة 1948
- دار الطباعة والنشر مدينة الكويت 1954
- دار الطباعة والنشر مدينة الرياض 1949

## الإسكان والتعمير
وضع الإسكان والتعمير في مشروعات تخطيط المدن في مصر والخارج العديد من النظريات الحديثة المسجلة سواء في الإسكان نظريات إقامة الإبراج السكنية والعمارات العالية بالنسبة لتوزيع الكثافة السكانية في الأحياء وعلاقتها بالمرافق والخدمات ووسائل النقل والطرقات واشتمل برنامج الإسكان في العمارات العالية إبحاث اشتراكية الفيلا أي استبدال الشقق المسطحة بالفيلات المزدوجة الطابق وتم تسجيل أبحاث اشتراكية الفيلا في مصر والخارج عام 1938 وتم تنفيذ عمارات الفيلا المجمعة في العديد من مدن العالم العربي التي قمت بتخطيطها وخاصة في مدينة الرياض عندما وجداتها تتفق مع الجمع بين المعيشة والحالة الاجتماعية اشتمل مشروع الإسكان في القاهرة الكبرى إقامة أول عمارات سكنية متعددة الطوابق قمت بتنفيذها في الشوارع الرئيسية في مختلف الأحياء السكنية وهي أول عمارات متعددة الأدوار أقيمت فيها من بينها:*
برج الزمالك وعمارة سينما ريفولي وعمارة أوزوينان وسينما مترو بشارع سليمان باشا وعمارة الأيموبيليا وشركة اسكندرية للتأمين بشارع قصر النيل وعمارات شبرد والشمس بكورنيش النيل وغيرها من العمارات التي لا يخلو منها حي من أحياء القاهرة الكبرى ومن بينها عمارات ميدان الفكلي.
كما وضع برنامج تخطيط القاهرة الكبرى إقامة أماكن انتظار السيارات أسفل العمارات بالإضافة إلى الجراجات المتعددة الطوابق بجانب أماكن انتظار السيارات أسفل الميادين الرئيسية وقد تم وضع تصميمات كل منها مع مشروعي مترو الأنفاق والمونوريل (القطار الطائر) عام 1950 ولم يرَ بعضها النور إلا بعد مرور ما يقرب من نصف قرن مع تنفيذ الكباري العلوية وكباري النيل التي لم يبدأ تنفيذها إلا بعد حدوث الانفجار السكاني الذي حدد مشروع القاهرة الكبرى موعد مراحل الانفجار عند تجاهل تنفيذ التخطيط وهو ما تم حدوثه بدءا بانفجار المرافق والخدمات والمرور أمتدادا إلى انفجار الوعي والقيم والأخلاق انتهاء بانفجار الأمن.
في مجال المستشفيات والصحة العامة
من المباني الرئيسية التي تم وضع تصميماتها مباني المستشفيات الرئيسية العامة في عواصم الدول العربية ومن بينها المستشفى العام بمدينة الكويت ومستشفى الرياض بجانب العديد من وحدات الصحة والعلاج المختلفة الطابع والأحجام.
و من المستشفيات النموذجية التي تم تنفيذها في جمهورية مصر العربية مستشفى أسيوط الجامعي.
سجلت أثناء دراستي وعملي بجامعة زيوريخ بسويسرا رسالة عن تصميم المستشفيات بالشرق تم طبعها ونشرها باللغة الألمانية عام 1937 .
في مجال المسارح ودور السينما
اشتمل تخطيط المدن التي قمت بتنفيذها في العالم العربي إنشاء أول دور للسينما والمسرح من بينها:
- جميـع دور السينما والمسرح بمدينة الكويت 1952
- دور السينمـا والمسرح بمدينة عمان 3 دور 1954
- دار السينمـــــا بمــدينـــة نابـلس بفلسطــــين 1957

في جمهورية مصر العربية
مدينة القاهرة: سينما أوبرا – ريفولي – مترو – قصر النيل
بالإضافة إلى مجموعة من دور السينما في بعض المحافظات.

## وفاته
رحل الدكتور سيد كريم عن دنيانا في الثامن عشر من يوليو عام 2005 عن عمر يناهز أربعة وتسعين عاماً